# Ca khúc ASEAN
Ca khúc ASEAN (tiếng Anh: ASEAN Hymn, tên nguyên thủy: ASEAN Song of Unity: Ca khúc Đoàn kết ASEAN) là bài hát chính thức de facto của Hiệp hội các quốc gia Đông Nam Á (ASEAN).
Năm 2008, ASEAN đã tổ chức một cuộc tuyển chọn một ca khúc thay thế. Ca khúc được chọn là The Asean Way, và cùng với ca khúc ASEAN Song of Unity được xem là ca khúc chính thức của ASEAN.
Bài hát này có lời được viết bởi Nicanor Tiongson và nhạc được sáng tác bởi Ryan Cayabyab.

## Lời

### tiếng Anh
ASEAN, oh, ASEAN
Our voices rise as one.
From land to land, from sea to sea
Reach out to everyone.
ASEAN, oh, ASEAN,
Let's link our arms and stand.
Behold the sun has risen to
The level of our eyes.

### Lời Việt
ASEAN, ồ, ASEAN
Tiếng nói của chúng ta hòa làm một.
Từ đất liền, từ biển đến biển
Tiếp cận với tất cả mọi người.
ASEAN, ồ, ASEAN,
Hãy liên kết vòng tay và chỗ đứng của chúng ta.
Kìa mặt trời đã mọc
Trên đôi mắt chúng ta.